# Воспитательный дом (Флоренция)
Оспедале дельи Инноченти (итал. Ospedale degli Innocenti — Приют невинных) или Воспитательный дом — одна из достопримечательностей города Флоренция, Италия, находится на площади Святейшего Благовещения (Piazza Santissima Annunziata) по соседству с одноимённой базиликой. Бывший приют для бездомных детей, построенный в первой половине XV века архитектором Филиппо Брунеллески. Одно из первых сооружений эпохи итальянского Возрождения, оказавшее огромное влияние на развитие итальянской и всей мировой архитектуры.

## История

### Строительство
Традиция создания воспитательных домов для брошенных детей восходит к Византии, когда при императоре Юстиниане (527—565) в Константинополе при храме Св. Апостолов учредили орфанотрофий («кормление сирот»). В 1294 году после установления республиканского правления флорентийская Синьория постановила учредить в городе Воспитательный дом, находившийся вначале в ведении монахов доминиканцев при церкви Санта Мария Новелла. Учреждение было создано в рамках обширной программы благотворительных инициатив флорентийской Синьории, направленной на улучшение условий жизни граждан. Строительство приюта было поручено в 1419 году архитектору Филиппо Брунеллески флорентийской Гильдией торговцев шёлковыми тканями (L’Arte della Seta), в которую входили многие ремесленники: ювелиры, красильщики тканей, портные. Местом для строительства воспитательного дома был выбран монастырский огород близлежащей церкви Сантиссима-Аннунциата. До 1427 года работами руководил непосредственно Брунеллески. Затем строительством руководил Франческо делла Луна. В 1430 году к южной части здания была добавлена пристройка, а в 1439 году был закончен верхний этаж, однако без пилястр, которые были предусмотрены Брунеллески. Позднее был добавлен и сводчатый коридор в левой части лоджии.
Монастырь был освящен 11 апреля 1451 года епископом Сант-Антонино Пьероцци. Поскольку строительство лоджии было начато раньше, чем самого учреждения, Воспитательный дом был официально открыт лишь в 1445 году. Он стал первым сиротским приютом Европы такого масштаба.

### Учреждение
Воспитательный дом нёс ответственность за бездомных детей и предоставлял им возможность интеграции в общество. Его деятельность отражала социальные и гуманистические взгляды Флоренции в период раннего Возрождения. Первый подкидыш появился там 5 февраля 1445 года, через десять дней после открытия. Когда дети попадали в приют, сначала за ними ухаживали кормилицы, однако постепенно их отучали от кормления грудью. Мальчиков учили читать и писать, а в дальнейшем они получали знания по способностям. Девочки, в свою очередь, считались слабым полом, хрупкими и наиболее уязвимыми; преподаватели обучали их шитью, приготовлению пищи и другим умениям, необходимым для будущей домохозяйки. При выпуске учреждение обеспечивало их приданым и давало возможность либо выйти замуж, либо уйти в монастырь. В 1520-х годах для воспитанниц, не выбравших ни то, ни другое, к южной части здания со стороны улицы Виа де’Фиббиаи была добавлена специальная пристройка.
В 1552 году управляющим (итал. spedalingo) воспитательного дома был назначен Винченцо Боргини, нанятый Козимо Медичи, Великим герцогом тосканским. Спустя десять лет своего становления руководителем он стремился наладить контакты с работниками приюта, чтобы избавиться от нечестных кормилиц, наживавшихся на детях. Некоторые работницы прибегали к тому, что кормили младенцев коровьим или козьим молоком. Иногда матери по каким-то причинам бросали своих собственных детей, чтобы кормить грудью ребёнка из приюта. Случалось даже так, что матери специально подкидывали своих детей в приют, чтобы устроиться туда кормилицей и там ухаживать за своим же ребёнком, только уже за деньги. Последние, между прочим, выплачивались даже после смерти младенца.
Воспитательный дом страдал от денежных задолженностей. Главной проблемой была неравномерность расходов и доходов. Козимо и Франческо превратили приют в нестабильное предприятие, бывшее чем-то средним между частной благотворительным учреждением и коммерческим делом, и постоянно забирали оттуда деньги. Долг приюта вырос с 300 до 700 тысяч лир, когда его обычные ежегодные расходы не превышали 100 тысяч.
Увеличение долгов привело к тому, что все воспитанники приюта были распущены. Боргини хотел, чтобы в будущем дети смогли выйти в люди и приобрести себе доброе имя. Мальчиков отпускали в возрасте восемнадцати лет, а девочки старались попасть в знатные семьи (с увеличенным приданным для тех, кто хотел выйти замуж). Женщины, не вышедшие замуж и не ставшие монахинями, обучались торговому делу и ручному труду. Бывало так, что из-за перенаселённости некоторых девушек выселяли из приюта, и они были вынуждены становиться проститутками. Возникали и дополнительные проблемы, такие как домашнее насилие и оскорбительные отношения.
В XVI веке приют пережил три периода сильного голода: в 1556—1557, 1567 и 1569-1570 годах. Причиной голода стал дисбаланс между количеством населения и сельскохозяйственными мощностями, при котором было очень трудно понижать цены. Тогда по приюту ударило как увеличение числа населения, так и высокие цены на пшеницу. В 1557 году возникли проблемы с поставкой зерновых, когда во время наводнения был затоплен амбар приюта.
Иногда детей оставляли в чаше перед портиком, однако в 1660 году она была убрана. На её место было установлено крутящееся горизонтальное колесо, которое относило младенца внутрь здания, при этом родитель ребёнка оставался незамеченным; это позволяло людям оставлять своих детей анонимно. Эта система работала вплоть до 1875 года, когда приют был закрыт.

### Наши дни
Сегодня в воспитательном доме по-прежнему располагаются важнейшие благотворительные организации Флоренции. Тут находятся двое яслей, школа материнства, три детских и один женский приют, офисы ЮНИСЕФ. В наши дни «Приют невинных» также является национальным центром детства и юности.

## Архитектура
Западный, выходящий на площадь Фасад здания оформлен великолепной лоджией длиной семьдесят метров, состоящей из девяти полуциркульных арок, опирающихся на колонны композитного ордера. Аркада по контрасту с массивным, типичным для старой Тосканы верхним этажом создает лёгкий, воздушный образ (схожий прием Брунеллески применил в фасаде Капеллы Пацци). Брунеллески использовал редкий в то время приём опоры арок непосредственно на капители колонн, чего не делали ни древние греки, ни римляне: так называемую аркаду по колоннам. Римские аркады по принципу «архитектурной ячейки» производят впечатление массива стены с проемами. Аркада по колоннам создает иной, истинно ренессансный образ свободно стоящих опор и «летящих» арок.
«Через Венецию и Ломбардию этот восточный мотив, ранее известный в Византии, получил прививку на тосканской земле. Ближайшие аналоги имеются в арабской и испано-мавританской архитектуре». Л. Б. Альберти в трактате «Десять книг о зодчестве» (1444—1452) писал, что древние римляне знали приём опоры арок на капители колонн, но не пользовались им ввиду непрочности такой конструкции.
В произведениях Брунеллески и его последователей также несущим элементом остаётся стена, а «аркада по колоннам» используется для лоджий, происходящих от сельских навесов на столбах, где нагрузка на опоры сравнительно невелика. Вместо по-средневековому сурового, замкнутого в себе палаццо напоминающего осаждённую крепость, Брунеллески благодаря лоджии создал образ раскрытого, обращённого к зрителю здания. Взамен крестообразно расположенных готических нервюр архитектор использовал девять квадратных в плане секций, своды которых, как паруса, наполненные ветром, легко ложатся на полуциркульные арки, а те, в свою очередь, — на капители тонких, но упругих колонн. В результате простыми средствами достигается настойчиво искомое художниками Возрождения единство цельности и ясной расчленённости пространства. Четыре подпружные арки чётко отделяют каждую из секций, а вместе они образуют непрерывно воспринимаемую длительность — аркаду.
Благодаря Брунеллески, как сообразно терминологии своего времени писал Огюст Шуази, было принято «решение византийское, а не классическое». Именно в Италии периода кватроченто «встретились греческая колонна и арабская арка, произведя на свет образ лёгкой, воздушной, пружинящей ордерной аркады. Освободившись от стены, колонна стала стоять свободно. Эта прекрасная идея, отражающая дух эпохи Возрождения, положена в основу многих композиций и в дальнейшем стала узнаваемым почерком работы итальянских архитекторов, в том числе за пределами своей страны».
На боковой стене слева внутри лоджии фасада находится дверь c зарешёченным окном и подоконником, она была открыта в течение четырёх столетий, куда женщины анонимно подкидывали младенцев (дверь замуровали в 1875 году). В 1463 году антрвольты аркады украсили рельефные майоликовые тондо мастерской Андреа делла Роббиа. В белом рельефе на голубом фоне изображены трогательно спелёнутые «невинные младенцы», ставшие со временем символами благотворительности и педиатрии). Колонны, капители и архивольты выполнены из серого тосканского известняка пьетра-серена, эффектно выделяющегося на фоне побелки кирпичных стен.
Двор здания (итал. cortile — дворик) также оформлен четырьмя лоджиями. Считается, что такие дворы восходят к античным атриумам и перистилям, однако допускается и непосредственное заимствование из арабо-мавританской архитектуры. Примечательно, что внутри женского двора Брунеллески использовал редкий композиционный приём: поставил колонну по средней оси, чем подчеркнул замкнутость окружённого аркадой пространства (тот же приём мы видим в церкви Санто Спирито). В этом флорентийский зодчий, вероятно интуитивно, последовал античной традиции (аналогичный, но редкий пример, неизвестный в то время, имеется в древнегреческой архитектуре: работа Иктина в храме Аполлона в Бассах и в наосе Парфенона).
Внутри малого двора находится статуя Мадонны Аннунциаты («Возвещающей») и рельеф «Благовещение Марии» из глазурованной майолики работы Андреа делла Роббиа. Двор украшен фресками в люнетах работы Джованни ди Франческо, Поккетти, Бернардино и Гаспаро Мартелини. На втором этаже здания расположены библиотека и картинная галерея.
- Площадь Сантиссима Аннунциата. Лоджия Оспедале дельи Инноченти. Фонтан по рисунку Пьетро Такка. 1629
- Лоджия. Фотография 1975 г. Фонд Паоло Монти
- Лоджия западного фасада. деталь
- Благовещение Марии. 1463-1466. Мастерская Андреа делла Роббиа.
- «Мужской двор»
- «Женский двор»
- Второй этаж. Картинная галерея

## Картинная галерея
Здание Оспедале дельи Инноченти также знаменито своей картинной галереей. Идея создания музея родилась в 1853 году. Открытие музея в трёх залах первого этажа на территории «Женского двора» документально подтверждено в 1890 году. На первой экспозиции было представлено шестьдесят семь работ. В последующие годы музей был расширен за счёт новых поступлений, таких как «Поклонение волхвов» Доменико Гирландайо (1488), эта картина ранее находилась на главном алтаре церкви Санта-Мария-дельи-Инноченти с момента её постройки. Обновлённая картинная галерея, включающая экспонаты, иллюстрирующие историю приюта, была открыта 24 июня 2016 года.
Главное место в галерее занимает «Мадонна невинных младенцев», относящаяся к иконографическому типу Мадонны Мизерикордии (Милосердной), или Мадонны с Плащом Милосердия (работа неизвестного художника XVI в.). На картине показана Мадонна на фоне фасада здания Брунеллески. Она осеняет Своим покрывалом воспитанников, изображённых художником наивно и трогательно в трёх возрастных группах — от самых маленьких, спелёнутых бинтами, до почти взрослых, молитвенно сложивших руки. В галерее также можно увидеть «Коронование Девы» работы Нери ди Бичи, Мадонну с Младенцем Филиппо Липпи, Мадонну с Младенцем Сандро Боттичелли, Мадонну с Младенцем Пьеро ди Козимо, скульптуры Луки делла Роббиа и многие другие произведения.
- Лука делла Роббиа. Мадонна с Младенцем. 1446—1449. Майолика
- «Мадонна невинных младенцев». Середина XVI в.
- Нери ди Бичи. Коронование Девы. 1460—1461
- Доменико Гирландайо. Поклонение волхвов. 1488

## В культуре
Здание Оспедале дельи Инноченти можно увидеть в компьютерной игре Assassin's Creed II, в этом здании проходит одна из её миссий: в 1498 году главный герой проникает во внутренний двор, чтобы убить одного из приспешников монаха Савонаролы, захватившего власть в городе.